# Gon le renard

Gon le renard, (ごんぎつね, Gongitsune en japonais) est un célèbre conte japonais de Nankichi Niimi (1913–1943), parfois considéré comme le Hans Christian Andersen japonais. Reconnu comme la plus grande œuvre de cet auteur, il fut publié pour la première fois dans le magazine pour enfants Akaitori en janvier 1932. Il fait partie de son recueil de contes posthume, 花のき村と盗人たち (Hana noki mura to nusutto tachi).
D'après les références géographiques, l'histoire se passe dans les monts Gongenyama, aux environs de Nagoya, dans la partie sud du Honshu, et le vocabulaire utilisé laisse envisager que la scène se déroule entre le XVIe et le XVIIIe siècle.

## Résumé
Gon est un renard solitaire qui vit dans les montagnes.
Régulièrement, il se rend dans le village voisin y commettre malices et menus larcins.
Un jour, il aperçoit Hyouju en train de pêcher, et, pendant que ce dernier a le dos tourné, s'amuse à relâcher tous les poissons de son seau.
Quelques jours plus tard, en se rendant au village, il remarque que celui-ci est en deuil ; la mère de Hyouju est décédée.
Gon apprend alors que manger des anguilles était la dernière volonté de la mère de Hyouju, et que sa mauvaise blague l'a privée de son dernier repas.
Le renard éprouve de la compassion pour Hyouju, qui est seul, comme lui. Pour se racheter, il décide de ramasser chaque jour des châtaignes et des champignons de sa forêt, qu'il dépose discrètement dans la maison d'Hyouju.
En discutant un soir avec son ami Kasuke, Hyouju se persuade que ces dons quotidiens viennent des dieux. Ce manque de reconnaissance attriste Gon, qui les épiait depuis des hautes herbes.
Il revient pourtant le lendemain, mais Hyouju aperçoit le renard entrer chez lui. Sans hésiter, il arme son fusil et tire. En se rapprochant, il voit le petit tas de châtaignes qui vient d'être déposé, et comprend.
"Gon, c'était toi, pendant tout ce temps..." Le renard acquiesce les yeux fermés, alors qu'un filet de fumée s'échappe encore du fusil...

## Auteur
Nankichi a écrit cette histoire à seulement 17 ans, en s'inspirant de contes oraux de son enfance. Il place l'action près de sa ville natale, Handa ; la mort de sa mère alors qu'il n'avait que quatre ans a fortement influencé son récit de renard solitaire et plein de malice.